# Тип 15 (танк)
Тип 15 (ZTQ-15) — это китайский лёгкий танк третьего поколения, состоящий на вооружении Сухопутных войск Народно-освободительной армии, морской пехоты и Воздушно-десантного корпуса ВВС. Является преемником лёгкого танка Тип 62, снятого с вооружения НОАК в 2013 году.

## Разработка
Во время разработки танк был неоднократно замечен гражданскими лицами еще в 2011 году Серийное производство танка Тип 15 началось в 2016 году. В декабре 2018 года танк был официально принят на вооружение. Впервые был продемонстрирован на параде в честь 70-летия Дня образования КНР 1 октября 2019 года.

## Конструкция
ZTQ-15 был разработан для выполнения требований к более легкому и мобильному современному танку, который может эффективно действовать в высокогорье/плато, лесистой местности и богатых водой регионах, где более тяжёлые основные боевые танки ZTZ-99 и ZTZ-96 могут испытывать трудности при передвижении.
В высокогорных регионах, таких как Тибет, воздух становится разряженным, и двигатели начинают терять мощность. Тяжелобронированным машинам, таким как ОБТ Т-72 и Т-90, будет трудно двигаться в условиях гипоксии, однако лёгкий танк Тип-15 может работать на больших высотах благодаря своему мощному двигателю и кислородным генераторам. Кроме того, в сравнении с более тяжёлыми ОБТ, машина обладает лучшей подвижностью благодаря меньшему весу и высокому соотношению мощности к массе.

### Вооружение
Легкий танк Тип 15 оснащен полностью стабилизированной 105-мм нарезной пушкой, которая, как сообщается, превосходит старую пушку ZPL-94, устанавливаемая на танки Тип 88 и Тип 59. Сообщается, что основное орудие имеет эффективную дальность стрельбы в 3 км и совместим со всеми стандартными танковыми боеприпасами калибра 105 мм. Постоянная скорострельность поддерживается системой автомата заряжания, установленной на турнике, что сокращает экипаж до 3 человек. Стреляные гильзы выбрасываются автоматически через люк в корме башни. Танк Тип 15 вмещает 38 снарядов калибра 105 мм.
Выбор боеприпасов включает БОПС, кумулятивные и осколочно-фугасные снаряды, а также ПТУР. БОПС и кумулятивные снаряды используются против бронетехники, в то время как осколочно-фугасные снаряды используются против позиций пехоты, легкой/небронированной техники, зданий и полевых укреплений противника. Снаряды БОПС способны пробить 500 мм бронированной стали на дальности в 2000 м.
Пробивная способность 105-мм БОПС считается недостаточным для пробития лобовой брони современных основных боевых танков, таких как Т-90 или VT-4. Для поражения хорошо бронированной техники используется 105-мм ПТУР с тандемными осколочно-фугасными противотанковыми (кумулятивными) боевыми частями, обеспечивающий гораздо более высокую пробивную способность. Сообщается, что ракета имеет дальность до 5 км и способна поражать низколетящие вертолёты.
Другое вооружение включает спаренный пулемёт QJT-88, дистанционно управляемый боевой модуль, установленный на крыше башни, в котором установлены автоматический гранатомёт QLZ-04 и крупнокалиберный пулемёт QJC-88 калибра 12,7 мм.

### Электроника
Тип 15 оснащён современными сенсорными системами и системами управления огнём, в том числе лазерным дальномером, усовершенствованным баллистическим вычислителем, метеорологическими датчиками, тепловизионным прицелом для наводчика, радаром миллиметрового диапазона и панорамным прицелом для командира.
Другое оборудование включает в себя систему кондиционирования воздуха, оборудование для производства кислорода для экипажа, аппаратуру управления и контроля, систему управления полем боя и навигационный комплекс, оснащенный как инерциальной навигационной системой (ИНС), так и системой спутниковой навигации.

### Защита
В отличие от предыдущих китайских танков, использующих автомат заряжания карусельного типа, боеприпасы в Type 15 извлекаются из автомата заряжания хвостового типа с противовыбросовыми панелями. Боеприпасы хранятся в задней части башни для повышения безопасности экипажа.
Тип 15 имеет два комплекта бронепакетов, обеспечивающих различную тактическую подвижность. Стандартный бронепакет включает защиту из стальной брони с дополнительными слоями усовершенствованных панелей композитной брони, покрывающих башню танка, корпус и борта, с дополнительными блоками лёгкой динамической защиты, защищающими переднюю часть корпуса. Усовершенствованный пакет включает в себя более толстые блоки динамической защиты в дополнение к панелям из композитной брони под ними, покрывающим всю башню и корпус танка. На бортовой и кормовой части корпуса танка для дополнительной защиты также может быть установлена бронеюбка из ДЗ и рещётчатая броня. Комплект усиленной бронезащиты предназначен для боя на открытой местности в тяжёлых оборонительных условиях.
Тип 15 оснащён датчиком лазерного предупреждения для обнаружения приближающихся дальномерных и противотанковых ракет, а сам танк может автоматически запускать дымовые гранаты в разрядники, если танк освещается вражеским лазером. Система активной защиты китайской разработки может быть установлена на экспортный вариант танка VT-5 по желанию заказчика. Другие защитные функции включают химическую, биологическую, радиологическую и ядерную защиту, а также систему пожаротушения. Танк также может оснащаться генераторами кислорода для ведения боевых действий на большой высоте.

### Мобильность
Тип 15 оснащен дизельным двигателем мощностью в 1000 л. с. с электронным управлением, с гидромеханической и полностью автоматической коробкой передач. Танк также имеет нейтральное рулевое управление и гидропневматическую подвеску.
Из-за меньшего веса ZTQ-15 легче транспортировать по воздуху. Транспортные самолёты Y-20 могут нести только один танк ZTZ-99, но могут нести до двух танков ZTQ-15. Танк также можно сбрасывать с парашютом транспортным самолетом.

## Операционная история
Сообщается, что во время пограничного конфликта между Китаем и Индией вдоль линии фактического контроля в июне 2020 года танки Тип 15 были переброшены на Тибетское нагорье.

## Варианты
- Тип 15 / ZTQ-15
  - Лёгкий танк
  - Бронированная ремонтно-эвакуационная машина

- VT-5
  - Вариант ZTQ-15, производящийся на экспорт. Есть заметные отличия в конструкции. Люк механика-водителя на VT-5 расположен в центре передней части корпуса, тогда как на ZTQ-15 люк механика-водителя расположен слева. Верхняя передняя часть корпуса VT-5 заметно изогнута, тогда как у ZTQ-15 прямая. Модульные комплекты дополнительной брони также заметно отличаются.

- ВТ-5БД
  - Вариант VT-5 для армии Бангладеш.

## Операторы
- Китай
  - Сухопутные войска: 500 единиц по состоянию на 2022 год.[25]
  - Морская пехота: 20 единиц по состоянию на 2021 год.[26]
  - Воздушно-десантный корпус[27]
- Бангладеш
  - Сухопутные войска: 44 танков VT-5BD.[28]